# شاكيل ماكدونالد
شاكيل ماكدونالد (بالإنجليزية: Shaquille McDonald) هو لاعب كرة قدم بريطاني في مركز الهجوم، ولد في 19 يوليو 1995 في برمنغهام في المملكة المتحدة. لعب مع برمنغهام سيتي وديربي كاونتي ونادي بيتربورو يونايتد ونادي تشيلتنهام تاون ونادي يورك سيتي.

## وصلات خارجية
- شاكيل ماكدونالد على موقع قاعدة بيانات كرة القدم.إي يو (الإنجليزية)
- شاكيل ماكدونالد على موقع Soccerbase.com (لاعب) (الإنجليزية)
- شاكيل ماكدونالد على موقع Soccerway.com (الإنجليزية)